# Кулички (Крым)
Кули́чки (до 1948 года населенный пункт совхоза Томак; укр. Кулички, крымскотат. Kuliçki, Кулички) — исчезнувшее село в Нижнегорском районе Автономной Республики Крым, входило в состав Изобильненского сельского совета.

## География
Кулички — село, располагавшееся на северо-востоке района, в степном Крыму, примерно в 4 километрах восточнее современного села Изобильное, на высоте над уровнем моря в 5 м. Расстояние до райцентра — около 30 километров, там же ближайшая железнодорожная станция — Нижнегорская (на линии Джанкой — Феодосия). Транспортное сообщение осуществлялось по региональной автодороге 35Н-374 Изобильное — Кулички (по украинской классификации — С-0-10918).

## История
Хутор Кацубе, он же отделение совхоза Томак, на территории Сейтлерского района, впервые в доступных источниках встречается на километровой карте Генштаба Красной армии 1941 года (при этом на двухкилометровке РККА 1942 года не обозначено ничего).
С 25 июня 1946 года селение в составе Крымской области РСФСР. Указом Президиума Верховного Совета РСФСР от 18 мая 1948 года, населенный пункт совхоза Томак переименовали в Кулички. 26 апреля 1954 года Крымская область была передана из состава РСФСР в состав УССР. Время включения в Емельяновский сельсовет пока не установлено: на 15 июня 1960 года село уже числилось в его составе. С 12 февраля 1991 года село в восстановленной Крымской АССР, 26 февраля 1992 года переименованной в Автономную Республику Крым. Снято с учёта 21 мая 2008 года, как село Изобильненского сельсовета.